# Laurits Jørgensen
Laurits Jørgensen (Laurits Møller Jørgensen; * 16. Dezember 1896 in Vejle; † 10. September 1976 in Kopenhagen) war ein dänischer Stabhochspringer und Dreispringer.
Bei den Olympischen Spielen 1920 in Antwerpen wurde er Sechster im Stabhochsprung.
Dreimal wurde er Dänischer Meister im Dreisprung (1918–1920) und zweimal im Stabhochsprung (1922, 1924). Seine persönliche Bestleistung im Stabhochsprung von 3,90 m stellte er am 8. Juli 1923 in Kopenhagen auf.